# 义路省
义路省（越南语：／），是1962年至1975年间越南西北自治区下辖的一个省份，省莅义路市社，今属安沛省和山罗省。

## 地理
义路省北接安沛省和河内市，西接莱州省，南接山罗省，东接永富省。

## 历史
1962年10月27日，越南国会批准泰苗自治区改名为西北自治区，调整西北自治区行政区划。增设省级政区，将西北自治区分为莱州省、山罗省和义路省3省，同时改州为县。义路省下辖申渊县、木江界县、文振县和扶安县4县，省莅在文振县义路市镇。
1963年，文振县义路市镇划归义路省直辖。
1964年10月20日，扶安县析置北安县，文振县析置站奏县。
1971年10月18日，成立义路市社。
1975年时，义路省下辖义路市社和申渊县、木江界县、文振县、扶安县、北安县、站奏县6县。
1975年12月27日，越南撤销西北自治区，义路省北安县和扶安县划归山罗省，其余部分和安沛省、老街省合并为黄连山省。

## 行政区划
1975年，义路省下辖1市社6县。
- 义路市社
- 申渊县
- 木江界县
- 文振县
- 扶安县
- 北安县
- 站奏县